# Zeca Cavalcanti
José Cavalcanti Alves Junior (Arcoverde, 21 de julho de 1966) é um médico e político brasileiro filiado ao Podemos (PODE). É o atual prefeito de Arcoverde.

## Biografia
Zeca Cavalcanti serviu como prefeito de Arcoverde por dois mandatos consecutivos, de 2005 a 2013. Ele foi amplamente bem-sucedido nos seus oito anos de governo, se reelegendo com cerca de 80% dos votos. Além disso, sua vice-prefeita, Madalena Brito, também foi eleita com quase 80% dos votos válidos dos eleitores da cidade. Durante seu mandato, Zeca Cavalcanti foi considerado o melhor prefeito do estado de Pernambuco e deixou sua marca no município através de importantes projetos, incluindo a estrada de Ipojuca, a duplicação das avenidas José Bonifácio e Conselheiro João Alfredo, 4 quadras poliesportivas, um aterro sanitário, duas policlínicas, escolas de tempo integral e o calçamento de mais de 400 ruas. Nas eleições de 2014, Zeca Cavalcanti foi eleito deputado federal por Pernambuco pelo PTB, com 97.057 votos. Em 17 de abril de 2016, ele votou contra a abertura do processo de impeachment de Dilma Rousseff.
Nas eleições de 2018, concorreu a reeleição para o cargo de deputado federal, onde não obteve êxito e terminou o pleito como suplente. Porém, após a ida do então deputado federal Daniel Coelho para o comando da Secretaria de Turismo de Pernambuco no início de 2023, Zeca Cavalcanti assumiu o cargo em 1º de janeiro, onde ficou até o dia 31 de janeiro. [4]
Em 14 de junho de 2023, Zeca Cavalcanti filiou-se ao Podemos, visando futuros projetos políticos. No ano seguinte, nas eleições municipais de 2024, se lançou como candidato a prefeito de Arcoverde pela quarta vez, sendo eleito com 23.091 votos, o equivalente a 59,17% dos votos válidos.